# 보르게세 가문
보르게세 가문 (Casato dei Borghese)은 이탈리아 귀족 및 교황의 뒷배 역할을 했던 가문으로, 시에나에서 기원을 했으며, 13세기에 두각을 나타내며 여러 공직을 차지하였다. 16세기 동안, 가문의 수장인 마르칸토니오는 로마로 이동하여 그곳에서 권력과 부를 키워 아들 카밀로를 1605년 교황 바오로 5세로 선출시켜냈다. 이들은 검은 귀족의 핵심 가문 중 하나이고 바티칸과 밀접한 관계를 유지하고 있다.

## 시에나의 보르게세
보르게세 가문은 13세기 시에나에서 부유한 양모 상인인 티에초 다 몬티키아노 (Tiezzo da Monticiano)에서 기원했으며, 주요 시에나의 보르게세 가문 출신들은 다음과 같다:
- 아고스티노 (1390년–1462년) - 시에나와 피렌체 간 전쟁에서 이름난 군인이었으며, 교황 비오 2세로부터 궁정백 그리고 지기스문트 황제로부터 신성 로마 제국의 백작으로 임명됐다.
- 니콜로 (1432년–1500년) - 시에나 공화국에서 활동한 문인, 철학자, 정치인
- 피에트로 (1469년–1527년) - 교황 레오 10세로부터 로마의 원로원 의원으로 임명됐으며, 로마 약탈 당시 살해당했다.
- 마르칸토니오 (1504년–1574년) - 정치인 및 교황 측에서 활동한 법률가.

## 로마의 보르게세
가문의 수장이던 마르칸토니오는 1541년 로마로 이주하였고 보르게세 가문은 로마 사회의 상류층으로 빠르게 적응하며, 마르칸토니오의 아들 카밀로 보르게세가 1605년 교황 바오로 5세로 선출되며 절정에 이르렀다. 바오로 5세는 부끄러움을 모르는 족벌주의자로, 그의 형제 프란체스코를 리냐노 공작 및 교황군 지휘관으로, 또 다른 형제 잠바티스타 (1554–1609)는 보르고의 행정관 및 산탄젤로성의 성주로 임명하였고, 자매 오르텐시아의 아들 시피오네 카파렐리 (1577–1633)를 시피오네 보르게세로 입양하여 추기경 및 양자가 되도록 했다. 또한 그는 조카 시피오네에게 비베로 공이라는 작위를 내려주기도 했다 (1609년 11월 17일). 대가문으로서 보르게세 가문은 캄파냐 로마나 지역에서 가장 많은 토지를 보유한 대지주였고, 그들은 자신들의 토지를 전략적으로 관리하고, 제분소 운영과 여관 경영에 대한 독점권을 확보하는 일관된 정책을 통해 자신들의 부를 증대시켰다.

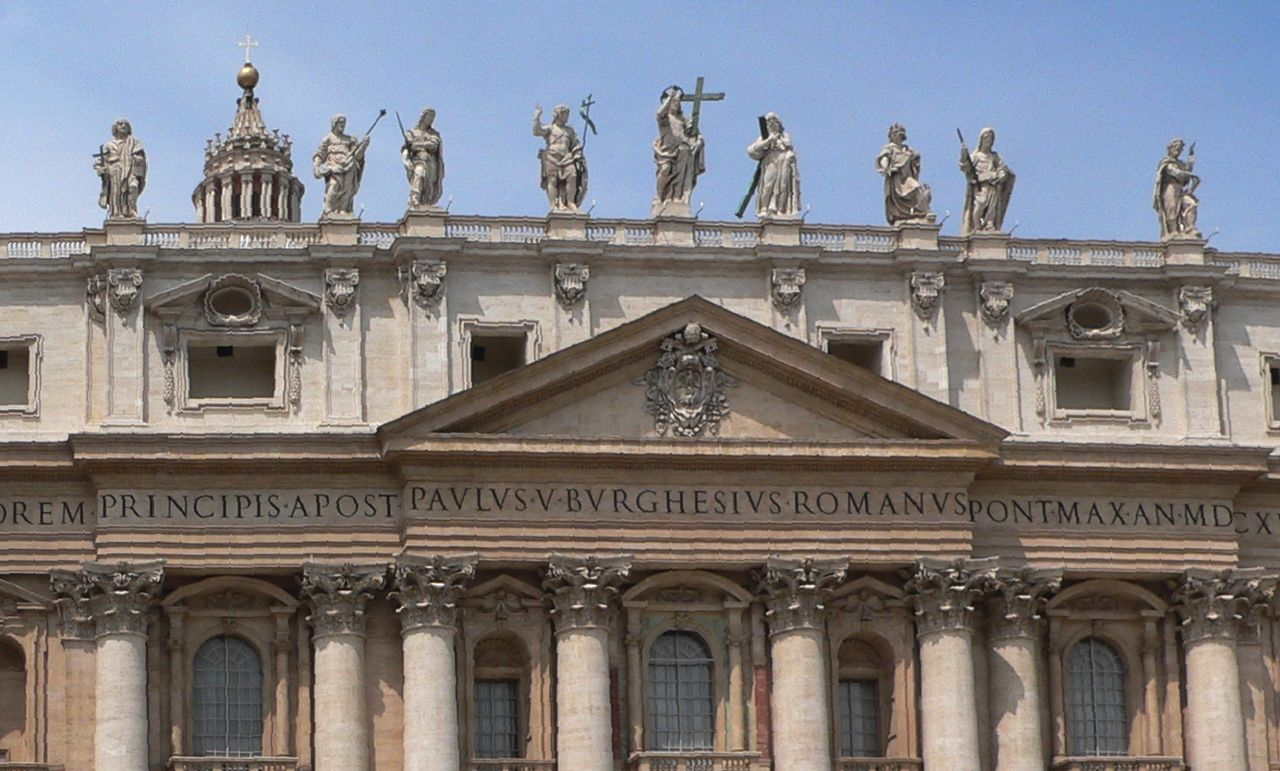
성베드로 대성당에 새겨진 바오로 5세의 이름 'Burghesius Romanus'

이에 따라 보르게세 가문은 계속해서 권력과 부를 늘려나갔다. 여러 바오로 5세의 공식 금석문들에는 그의 이름 뒤로 ROMANUS를 포함하고 있는데, 보르게세 가문과 로마의 새로운 연관성을 강화하기 위해서였다. 시피오네는 미술의 주요 후원가였고, 가문의 미술 수집품이 그의 후원 하에 크게 늘어났다 (과거 로마의 보르게세 가문의 거처인 보르게세궁에 소장되어 있었다가, 1903년부터는 가문의 옛 영지인 빌라 보르게세에 위치한 보르게세 미술관으로 옮겨졌다).
잠바티스타의 아들 마르칸토니오 2세 (1598–1658)는 다시 한번 바오로 5세의 영향력을 통해, 스페인의 펠리페 3세로부터 1610년 술모나공(스페인의 제1 계층인 그란데 Grandees)으로 임명되었다. 1619년에 마르칸토니오 2세는 카밀라 오르시니와 혼인하면서 보르게세 및 오르시니 가문의 후계자가 되었다. 그의 아들 파올로 (1624–1646)는 로사노 여공 올림피아 알도브란디니와 혼인하였고, 이를 통해 보르게세 가문은 알도브란디니 가문의 유산에도 발을 올려놓을 수 있었으나, 이 주장은 계속된 법정 다툼이 끝난 1769년에 인정받을 수 있었다. 파올로의 작위와 더불어, 올림피아는 로사노 공작과 관련된 작위를 손자인 마르칸토니오 3세 (1660–1729)에게 넘겨주며 나폴리 왕국의 부왕이 되기도 했다.
그의 손자 마르칸토니오 4세 (1730–1800)인 술모나 및 로사노 공작은 로마 공화국의 원로원 의원이었다. 그의 아들 카밀로 필리포 루도비코 (1775–1832)는 나폴레옹 군대에 입대하여 장군 중 한 명이 되었다. 1803년 그는  나폴레옹의 여동생이자 르클레르 장군의 문란한 미망인 폴린 보나파르트와 혼인하였다. 카밀로는 1806년 구아스탈라 공작, 피에몽의 총독 (1807–1814)으로 임명되었다. 카밀로의 보르게세 콜렉션 소장품 매각은 루브르 박물관을 확장시켜주었다. 나폴레옹 몰락 후, 그는 폴린과 별거하고 피렌체에서 은퇴하다가 자녀 없이 사망했다.
마르칸토니오 4세의 차남 프란체스코 보르게세-알도브란디니 (1776–1839) 역시도 나폴레옹 군대의 지휘관 중 한 명이었고, 카밀로의 모든 재산을 물려받았다. 프란체스코는 알렉상드르프랑수아 드 라 로슈포르의 딸 아델과 혼인하였고, 이들 사이에 태어난 마르칸토니오는 알렉상드르쥘 (아델의 형제)의 딸 테레즈와 혼인했다.
마르칸토니오의 증손자 시피오네 보르게세 (1871–1927)는 사업가이자 스포츠인으로, 언론인 루이지 바르치니와 함께 1907년 페킹-파리 자동차 경주 대회에 참여한 것으로 기억되고 있다. 
그의 조카 유니오 발레리오 보르게세 (1906–1974)는 파시스트 정권 시기 해군 장교였고 제2차세계대전 기간 황금무공훈장을 수여받았다. 종전 후 그는 유명한 극우 정치인이 되었다. 그는 쿠데타 모의 혐의를 받고 1970년 스페인으로 망명을 떠났다.
현재 보르게세 가문에 대한 분가가 4개가 있다:
- 보르게세 - 프란체스코의 아들인 술모나, 로사노 공작 마르칸토니오 5세의 후손
- 보르게세-알도브란디니 - 프란체스코의 아들인 메돌라 공작 카밀로의 후손
- 보르게세-살비아티 - 프란체스코의 아들 줄리아노 공작 시피오네의 후손
- 보르게세-토를로니아 - 프란체스코의 손자이자 안나 마리아 토를로니아와 혼인한 푸치노 공작 줄리오 (1847–1914)의 후손

## 유명 인물
- 시피오네 보르게세 (1577년–1633년): 추기경, 예술가 베르니니의 후원자, 교황 바오로 5세의 조카
- 교황 바오로 5세 (1605년–1621년): 본명 카밀로 보르게세 (1550년–1621년)
- 파올로 보르게세 (1622년-1646년) : 올림피아 알도브란디니와 혼인
- 프란체스코 시피오네 마리아 보르게세 (1697년–1759년): 추기경
- 마르칸토니오 보르게세 (1730년–1800년): 보르게세 저택과 정원을 재건
- 카밀로 필리포 루도비코 보르게세 (1775년–1832년): 폴린 보나파르트의 두 번째 남편
- 폴린 보르게세: (1780년–1825년): 나폴레옹 1세의 여동생이자 카밀로 보르게세의 아내
- 시피오네 보르게세 (1871년–1927년): 정치인 및 탐험가
- 잔자코모 보르게세 (1889년–1954년): 로마의 제6대 파시스트 행정관 (1939–1944)이자 제13대 레온포르테 여공의 남편
- 파올로 보르게세 (1904년–1985년): 보마르초 공작 및 마르첼라 보르게세의 남편
- 유니오 발레리오 보르게세 (1906년–1974년): 이탈리아 해군 장교 및 정치인
- 마르첼라 보르게세 (1911년–2002년): 화장품 사업가 및 파올로 보르게세의 아내
- 로렌초 보르게세 (1972년 출생): 사업가이자 방송

## 참고 문헌
- Chisholm, Hugh, 편집. (1911). 〈Borghese〉. 《브리태니커 백과사전》 11판. 케임브리지 대학교 출판부.
- Castello Di Borghese Castello Di Borghese, Vineyard and Winery, Cutchogue, New York
- Original 1922 Almanach de Gotha (edited by Justice Perthes) entry for the Borghese family, link to the original universally-recognised genealogical reference document, with details of family honours